# Jogo eletrônico de terror

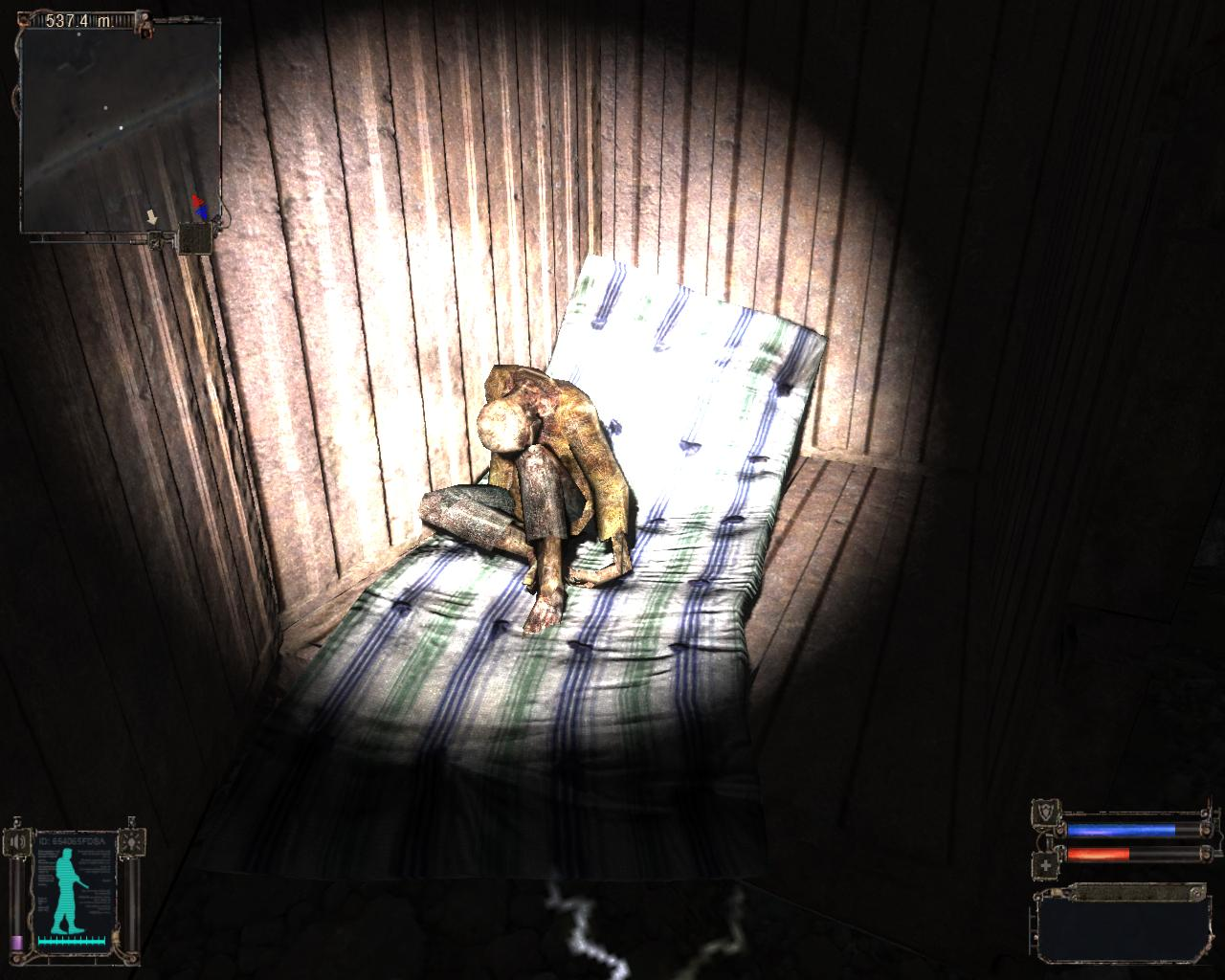
Um exemplo de jogo de terror, como o S.T.A.L.K.E.R.: Shadow of Chernobyl.

Um jogo de terror é um gênero de videogame centrado na ficção de terror e normalmente projetado para assustar o jogador. Ao contrário da maioria dos outros gêneros de videogame, que são classificados por sua jogabilidade, os jogos de terror quase sempre são baseados em narrativa ou apresentação visual e usam uma variedade de tipos de jogabilidade.

## Sub-gêneros
Historicamente, a classificação dos videogames em gêneros ignora os temas narrativos, que incluiriam jogos de ficção científica ou fantasia, preferindo sistemas baseados no estilo de jogo ou, às vezes, tipos de modos de jogo ou por plataforma. Os jogos de terror são a única classificação baseada em narrativa que geralmente não segue esse padrão, com o rótulo de gênero narrativo amplamente usado para jogos projetados para assustar os jogadores. Essa ampla associação ao tema narrativo dos jogos de terror leva à falta de subgêneros bem definidos de jogos de terror. Muitos gêneros definidos pela jogabilidade têm vários jogos com temas de terror, notavelmente a série de jogos de plataforma Castlevania usa monstros e criaturas emprestadas de vários mitos de terror. Nesses casos, esses jogos ainda são categorizados por seu gênero de jogo original, o aspecto de terror considerado um aspecto literário do jogo. No entanto, existem algumas áreas específicas na ampla classificação de jogos de terror que foram identificadas como subgêneros únicos no terror.

### Terror de Sobrevivência
Um dos tipos de jogos de terror mais bem definidos e mais comuns são os jogos de terror de sobrevivência (survival horror). Esses jogos tendem a se concentrar na sobrevivência do jogador em um cenário de terror com recursos limitados e, portanto, tendem a ser mais voltados para um jogo de ação ou jogo de ação-aventura. Um tema comum desses jogos é a fuga ou sobrevivência de um fenômeno equivalente a um apocalipse zumbi, com armas, munições e armaduras limitadas. A série Resident Evil cunhou o termo e serve como o principal exemplo de tais jogos, embora as principais convenções do subgênero tenham precedido a série Resident Evil. Outras séries notáveis de survival horror incluem Alone in the Dark, Clock Tower, Fatal Frame e Parasite Eve .

### Terror de ação
Os jogos de terror de ação usam elementos de jogos de ação de jogos de tiro em primeira pessoa e em terceira pessoa ao lado dos temas de terror de sobrevivência, tornando-os mais rápidos do que os jogos de terror de sobrevivência. Estes cresceram em popularidade após o lançamento de Resident Evil 4 em 2005 e que persistiram nos próximos dois títulos, Resident Evil 5 e Resident Evil 6, com jogabilidade que se concentrava mais em combate orientado para a ação do que quebra-cabeças e resolução de enigmas de títulos anteriores (Resident Evil 7 voltou às raízes do survival horror da série). Exemplos de jogos de terror de ação incluem a série The House of the Dead, a série Dead Space, a série Left 4 Dead e The Last of Us.

### Terror psicológico
Os jogos de terror psicológico destinam-se a assustar o jogador por meio de estados emocionais, mentais ou psicológicos, e não por meio de monstros ou outros sustos. O medo vem "do que não se vê, e não do que se vê". Esses jogos geralmente dependem das percepções não confiáveis do personagem do jogador ou da sanidade questionável para desenvolver a história. Através do uso de narradores não confiáveis, tais jogos podem explorar o medo de perder a capacidade de pensar racionalmente ou mesmo de reconhecer a própria identidade. Os jogos de terror psicológico podem não depender tanto da ação em comparação com os jogos de terror de sobrevivência, dando ao jogador tempo para explorar e testemunhar os eventos. A série Silent Hill, que também é baseada em elementos de terror de sobrevivência, é considerada um dos jogos de terror psicológico que definem. As séries Penumbra e Amnesia da Frictional Games e seu jogo standalone SOMA exploram questões éticas e filosóficas, e a psicologia, as motivações e os lados falíveis de seus protagonistas indefesos, submetidos a eventos misteriosos além de seu controle. Jogos com ênfase em terror psicológico também podem tirar proveito do meio do videogame para quebrar a quarta parede e parecer afetar o computador ou console do jogador diretamente, como OMORI, Eternal Darkness e Doki Doki Literature Club! Os jogos de terror psicológico ainda podem estar ligados a gêneros baseados em ação; Spec Ops: The Line é um jogo de tiro em terceira pessoa, mas com uma narrativa de terror psicológico inspirada em obras como Heart of Darkness e Apocalypse Now.

### Terror de susto
Os jogos de terror de susto (jumpscare) são projetados em torno de momentos destinados a surpreender ou chocar imediatamente o jogador quando ele não espera, além de criar uma sensação de pavor enquanto antecipa o próximo susto. Embora jumpscares possam ser elementos em outros jogos de terror junto com outros aspectos da jogabilidade, os jogos de terror de jumpscare são geralmente limitados a esse tipo de mecanismo de jogo. Eles normalmente visam gerar reações dos jogadores, que se mostraram populares para se assistir em plataformas de streaming de jogos. Five Nights at Freddy's é um exemplo desse estilo de jogo. Alguns outros exemplos de jogos de terror jump scare incluem Dino Crisis, Outlast e Resident Evil .

### Terror reverso
Os jogos de terror reverso envolvem o jogador assustando os outros, em vez de o jogador ficar com medo. Comparado a um jogo de terror convencional, o jogador é o que seria considerado o antagonista. Jogos de terror reverso geralmente envolvem assumir o papel de um monstro ou vilão. Em comparação com a vítima, o personagem principal tem algum tipo de vantagem sobre os outros, como visão aprimorada, maior força ou habilidades sobrenaturais. Os jogos de terror reverso também podem derivar de um jogo de terror convencional, desenvolvido como uma sequência ou prequela do original, com a intenção de exibir a perspectiva do antagonista. Exemplos de jogos de terror reverso incluem Carrion e os modos multiplayer assimétricos em Dead by Daylight e Friday the 13th: The Game, em que um jogador controla o monstro ou o assassino que está perseguindo os outros jogadores.

## História
A incorporação de temas gerais do gênero terror em videogames veio cedo neste meio, inspirada na ficção de terror e especialmente nos filmes de terror. A primeira tentativa rudimentar de um videogame de terror remonta a 1972, quando um design de uma casa mal-assombrada foi incluída no primeiro console de videogame, o Magnavox Odyssey, inspirado na ficção de casas mal-assombradas. O clássico videogame de arcade da Taito, Space Invaders (1978), também foi citado como um precursor dos videogames de terror, pois envolvia um cenário de sobrevivência em que uma invasão alienígena descia lentamente e destruía cada vez mais a paisagem enquanto os efeitos sonoros ameaçadores aceleravam gradualmente, o que criou uma sensação de pânico nos jogadores quando foi lançado pela primeira vez. Os jogos de aventura baseados em texto Mystery House (1980) e The Lurking Horror (1987) incorporaram elementos de terror por meio de suas descrições textuais dos ambientes.
Nostromo (1981) da ASCII Corporation para o PC-6001, inspirado no filme de terror de ficção científica Alien (1979), era um jogo de terror de sobrevivência que envolvia a fuga de um alienígena invisível com recursos disponíveis limitados. Outro notável videogame de terror primordial foi Haunted House (1982) para o Atari 2600. Nesse ponto, a tecnologia dos videogames não tinha capacidade suficiente para fidelizar os temas de terror na tecnologia e, em vez disso, estava mais envolvida em manuais de jogos e outros materiais de apresentação. 3D Monster Maze (1982) para o Sinclair ZX81, embora não contenha imagens vinculadas a jogos de terror, foi um dos primeiros jogos a induzir a sensação de suspense e mistério tipicamente associada ao gênero.
Com mais recursos gráficos, os jogos devem começar a incluir imagens relacionadas ao terror, muitas vezes presentes nos jogos licenciados baseados em filmes de terror nas décadas de 1980 e 1990, como The Texas Chainsaw Massacre (1983), Halloween (1983) e Friday the 13th (1989), além de jogos inspirados em filmes de terror, como o survival horror Project Firestart (1989) inspirado nos filmes Alien. Devido às limitações de consoles e computadores, essas imagens de terror eram frequentemente limitadas a cenas em vez de sprites animados usados na jogabilidade baseada em ação para dar fidelidade aos detalhes da cena de terror.
Sega 's Monster Bash (1982) foi um jogo de arcade de ação com tema de terror que retratava monstros clássicos do cinema, como o Conde Drácula, o monstro de Frankenstein e lobisomens. Outros jogos de ação com tema de terror que se seguiram no final dos anos 1980 incluíram Ghosts 'n Goblins da Capcom (1985), Castlevania da Konami (1986), e Ghost House (1986) e Kenseiden (1988), ambos da Sega, com jogos de terror arcade sangrentos mais violentos, incluindo Exidy 's Chiller (1986) e  Splatterhouse (1988) da Namco. Um dos mais conhecidos jogos de aventura gráfica com tema de "casa mal-assombrada" foi Maniac Mansion (1987) da LucasArts. Sweet Home (1989) foi um RPG de survival horror baseado no filme de terror japonês de mesmo nome. Foi o primeiro título de terror de sobrevivência da Capcom, dirigido por Tokuro Fujiwara, que anteriormente havia projetado Ghosts 'n Goblins e mais tarde produziu Resident Evil, que originalmente pretendia ser um remake de Sweet Home. Phantasmagoria (1995) de Roberta Williams foi um dos primeiros jogos de terror psicológico.
Alone in the Dark (1992), desenvolvido pela Infogrames e inspirado na ficção de H.P. Lovecraft e nos filmes de zumbis de George Romero, foi um dos primeiros jogos de survival horror a trazer uma apresentação mais imersiva, usando modelos 3D brutos desenhados sobre um fundo 2D pré-renderizado, para que os jogadores controlem os personagens de um ângulo de câmera fixo. Isso permitiu que os desenvolvedores criassem a sensação de tensão necessária ao longo do jogo de aventura. Alone in the Dark foi um sucesso global em computadores pessoais. Sweet Home e Alone in the Dark inspiraram o primeiro Resident Evil da Capcom (1996), que cunhou o termo "horror de sobrevivência". Ele gerou a franquia Resident Evil, que definiu e popularizou os jogos de survival horror. The House of the Dead (1996) da Sega foi um jogo de tiro arcade de terror que introduziu zumbis rápidos que podiam correr, pular e nadar, enquanto Silent Hill (1999) da Konami definiu e popularizou os jogos de terror psicológico.
Enquanto os jogos de terror foram inspirados por filmes de terror até a década de 1990, os jogos de terror foram posteriormente influenciando os filmes de terror nos anos 2000. O sucesso de Resident Evil e House of the Dead despertou um interesse renovado em filmes de zumbis nos anos 2000, influenciando filmes de zumbis de sucesso como 28 Days Later (2002), a série de filmes Resident Evil, Dawn of the Dead (2004) e Shaun of the Dead (2004). Os jogos Resident Evil e House of the Dead influenciaram os filmes de zumbis a se moverem em direção a uma abordagem mais voltada para a ação com temas científicos e zumbis velozes.
Os jogos de terror também se beneficiaram do crescimento dos jogos independentes (ou indies) no início da decada de 2010, já que fora das franquias estabelecidas como Resident Evil, as principais empresas se esquivaram do gênero. Séries como Penumbra e Amnesia da Frictional Games e Outlast da Red Barrels capturaram o tipo de jogabilidade de jogos de terror como Silent Hill e Resident Evil. Slender: The Eight Pages da Parsec Productions aproveitou o popular Slenderman, personagem de uma creepypasta, e se tornou um dos primeiros jogos a ganhar popularidade dos espectadores assistindo as reações aos streamers jogando o jogo. A série Five Nights at Freddy's de Scott Cawthon também conquistou popularidade de forma semelhante ao observar as reações dos streamers aos sustos. Mais recentemente, no início dos anos 2020, os jogos de horror indie encontraram uma nova estética baseada na emulação do estilo gráfico de plataformas mais antigas, como os gráficos low-poly do primeiro console PlayStation ou mesmo pixel art, em vez do alto realismo dos gráficos 3D modernos. Além de capturar uma sensação de nostalgia, os desenvolvedores podem usar gráficos de inspiração retrô em hardware moderno para continuar a manipular o jogador e surpreendê-lo além das expectativas dos visuais, como dar ao jogador a ideia de que o jogo em si é amaldiçoado e potencialmente quebrando a quarta parede.